# Диирийе Гууре
Диирийе Гууре (сомал. Garaad Diiriye Guure ; англ. Sultan Deria Gure ) родился около 1858 года в городе Талех и стал 16-м гарадом клана Дулбаханте. В 1895 году он был коронован как султан движения дарвишей Гарадом Али Гарадом Махамудом IV, возродив титул, который оставался вакантным с конца XVIII века. Его правление ознаменовалось политическим объединением различных сомалийских групп в единый фронт сопротивления против британских, эфиопских и итальянских колониальных сил.
В марте 1900 года его войска, совместно с султанатом Веби, отбили у эфиопов город Джиджига, что стало важным моментом в расширении влияния движения. 15 октября 1903 года его войска участвовали в битве при Агаарвейне — одном из самых ожесточённых и кровопролитных столкновений антиколониальных войн, завершившемся значительной победой. После сражения сообщалось, что поле боя было настолько густо усыпано телами, что стервятники питались останками погибших.
Его руководство продолжалось почти 25 лет, в течение которых дарвиши вели непрерывную борьбу, особенно в долине Нугаал. Эта долгая кампания завершилась в 1920 году, когда британская авиация подвергла бомбардировке Талех, что привело к падению крепости дарвишей. Диирийе Гууре умер в том же году. Его помнят как ключевую фигуру в истории сомалийского сопротивления, особенно в регионе Хатумо, где его наследие как правителя и объединителя продолжает жит .